# سفره‌ماهی برقی کلمبیا
سفره‌ماهی برقی کلمبیا (نام علمی: Diplobatis colombiensis) نام یک گونه از سرده دوپرتوها است.